# 峨眉碘泡虫
峨眉碘泡虫（学名：Myxobolus omeiensis）为碘泡科碘泡虫属的动物。在中国，分布于四川等，营寄生生活，寄生在蛇鮈的肾。